# 四邑人
四邑人（Sze Yup / Siyi People），也稱四邑民系（後亦加上鶴山稱為五邑人、五邑民系）是漢族廣府民系的一支。主要分佈於古代新會縣範圍內（今廣東江門市的新會、台山、開平、恩平、鶴山及中山市古鎮鎮和珠海市的斗門區），其海外僑民遍佈全球各地。南宋時有趙宋皇族等中原、江西移民由珠璣巷遷入，因此四邑話保留了許多中古漢語及贛語的特徵。
儘管學界常視四邑人為廣府民系的一支，但其亦保留了與其他廣府族群不同的身份認同。四邑人是大多數華裔國際知名人士的來源，諸多演員和歌手為四邑人。在亞裔美國人中，四邑人在政治方面具有影響力，是第一批被選為州長、市長和美國國會議員的亞裔美國人。
四邑人中湧現過不少著名歷史人物。四邑（江門）被認為是中國的院士之鄉，出過院士總人數為31人。

## 語言
四邑人使用粵語四邑話，又稱岡州話。傳統上以新會話為代表。近現代因新寧（今台山）僑民眾多，使台山話成為海外四邑族群的常用交流語言，更有“小世界語”之稱。
而台山話與標準粵語（廣州話）差異較大，因此廣州話使用者較難理解台山話，通常能相互了解程度只有30％。
香港四邑人主要聚居於貧民區如公屋區觀塘區秀茂坪、唐樓劏房區深水埗區、中西區。由於英屬香港政府獨尊粵語廣州話，使之成為香港通用語言，因此在香港出生和成長的四邑人和其他漢族民系都融入了使用粵語廣州話的香港社會。以四邑話為日常用語者銳減到占總人口的0.6%。

## 文化
文化上，四邑人與其他廣府族群較為相似。許多四邑人在娛樂業、商業和政治等領域發光發熱。
影響中國近代歷史的著名政治人物就有新會人梁啟超、伍廷芳等。

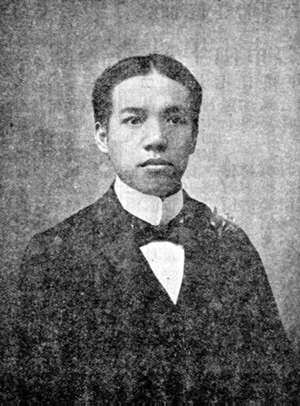
新會人梁啟超

在香港的四邑人有：利希慎、劉德華、Beyond（樂團）、陳百強、關智斌、容祖兒、陳啟宗、曾俊華、李國能等等。
四邑人在娛樂影視業中佔據主導地位，並在音樂和電影領域發揮最重要的作用。在許多電影中，可以聽到粵語四邑方言，特別是在麥嘉執導的許多電影。
由於今五邑地區（台山，開平，恩平，新會，鶴山）出過不少影視明星，因此，江門市興建名為江门星光园的公園。
四邑地區台山也是中國大陸排球的誕生地而聞，其排球發展始於移民海外華裔回到台山，台山排球贏得了多個省級和全國冠軍。周恩來曾經說過：“台山是國家運動體系的一半。”
祖籍江西江右人在四邑相當多，暗示有很多古早的江西的江右人移民進入四邑。另根據開平水口龙塘何氏族譜，其一世祖，原籍广西来，於北宋年間僑居開平為官。

## 海外移民
四邑人在海外華裔民系中分佈廣泛，四邑地區為“著名僑鄉”。四邑海外華裔僑民分佈在五大洲的91個國家和地區，包括港澳，美國，加拿大，委內瑞拉，哥倫比亞，古巴，墨西哥，馬來西亞和新加坡等。
四邑人在華裔美國人的歷史上有重要巨大影響力和貢獻，四邑籍華人是第一批被選為美國市長和美國國會議員的亞裔美國人，美國第一條橫貫大陸鐵路也是由早期四邑籍華工興建。
廣東省新寧和新會境內的新寧鐵路，由廣東新寧（今台山）旅美華僑陳宜禧主持建造，1909年通車。此路是繼潮汕鐵路之後，中國的第二條商辦鐵路。